# Melanolophia fragosa
Melanolophia fragosa là một loài bướm đêm trong họ Geometridae.